# به پیش یا بمیر (فیلم)
به پیش یا بمیر (به انگلیسی: March or Die) یک فیلم سینمایی بریتانیایی در ژانر درام و جنگی محصول سال ۱۹۷۷ به کارگردانی دیک ریچاردز است. در این فیلم بازیگرانی همچون جین هکمن، کاترین دنو، ترنس هیل، ماکس فون سیدو، جک اوهالوران، ایان هولم، روفوس، مارسل بوزوفی، لیلیان روور، ورنون دوبتچف، مارنه مایتلند، لوئیجی بونوس، وولف کالر، والتر گوتل و فرانسوا والورب ایفای نقش کرده‌اند.
این فیلم در ایران با نام به پیش یا بمیر دوبله و پخش شده است.